# Verdadeiros e Livres Adventistas do Sétimo Dia
Os Verdadeiros e Livres Adventistas do Sétimo Dia (TFSDA, do inglês True and Free Seventh-day Adventists) são um grupo dissidente da Igreja Adventista do Sétimo Dia. O grupo formado na União Soviética, como resultado de perseguição religiosa. Membros TFSDA acreditava que a Igreja Adventista do Sétimo Dia tinham apostatado e tornou-se "Babilônia". O grupo relacionado as suas origens ao Movimento de Reforma Adventista do Sétimo Dia que se formou na Alemanha durante o período da I Guerra Mundial, quando os líderes adventistas do sétimo dia determinou que era permitido para os adventistas de portar armas e servir nas forças armadas.
Os líderes do movimento TFSDA foram vigorosamente perseguido pela KGB (agência de segurança nacional) e quase sem exceção, pastores e líderes desta igreja passou muitos anos na prisão, seus filhos foram tirados delas e forçado ao exílio. Três líderes proeminentes da TFSDA eram VA Shelkov, e dois irmãos chamados Murkin.
Uma das grandes realizações do TFSDA era contrabandear para fora dos documentos União Soviética narrando a perseguição, que se tornou um constrangimento internacional para a União Soviética.
Principais pontos da doutrina e da controvérsia para o TFSDA foram:
- Eles não permitem que seus filhos frequentem a escola no sábado, enquanto muitas famílias na Igreja Adventista do Sétimo Dia oficial na União Soviética fez
- Eles não permitem que os seus jovens para servir no exército soviético
- Eles rejeitaram a exigência de pastores e grupos religiosos se registrar com o governo
- Eles acreditavam que, como a Conferência Geral de adventistas do sétimo dia não dis-comunhão os que levavam armas na Primeira Guerra Mundial, que a Conferência Geral tinha oficialmente comprometido seus princípios e tornou-se "Babilônia" (Apocalipse 18:1-5; comparar Adventista do Sétimo Dia escatologia)
- Eles acreditavam que, como a Conferência Geral continuou a aceitar a Igreja Adventista do Sétimo Dia oficial na União Soviética como legítima, a Conferência Geral havia se tornado Babilônia
- O grupo viu-se como um "remanescente do Remnant" (ver: a crença remanescente Adventista)

Os Verdadeiros e Livres Adventistas do Sétimo Dia continuam até hoje em pequenos números. O grupo concentra a sua divulgação aos membros da Igreja Adventista do Sétimo Dia normal e espera ver um retorno iminente da perseguição religiosa.